# La Dame aux camélias (film 1911)
La Dame aux camélias è un cortometraggio muto del 1911 diretto da Louis Mercanton. Una delle prime versioni per il cinema del romanzo di Alexandre Dumas fils: preceduto da Kameliadamen, film danese del 1907 diretto da Viggo Larsen e, nel 1909, dall'italiano Camille di Ugo Falena con Vittoria Lepanto.

## Produzione
Il film fu prodotto dalla Le Film d'Art.

## Distribuzione
Il film uscì nelle sale cinematografiche nel 1911.

## Curiosità
Risulta esserci un altro film (La Dame aux camélias), uscito l'anno seguente (1912) interpretato ancora dalla stessa protagonista Sarah Bernhardt, prodotto sempre in Francia, con lo stesso titolo e soggetto ma diretto da André Calmettes e Henri Pouctal.